# Gangondanahalli, Bangalore North
Gangondanahalli là một làng thuộc tehsil Bangalore North, huyện Bangalore Urban, bang Karnataka, Ấn Độ.